# (6986) Asamayama
(6986) Asamayama  es un asteroide perteneciente al cinturón de asteroides, descubierto el 24 de noviembre de 1994 por Takao Kobayashi desde el Observatorio de Ōizumi, en Japón.

## Designación y nombre
(6986) Asamayama se designó inicialmente como 1994 WE.
Más adelante fue nombrado en referencia al monte Asamayama, un estratovolcán triple en el límite de las prefecturas de Gunma y Nagano, con una altitud de 2565 m sobre el nivel del mar. Tiene un cráter de 350 m de diámetro llamado Okama, del que aún sale humo. Es conocido como uno de los volcanes más activos de Japón.

## Características orbitales
(6986) Asamayama orbita a una distancia media del Sol de 2,927 ua, pudiendo acercarse hasta 2,742 ua y alejarse hasta 3,113 ua. Tiene una excentricidad de 0,063 y una inclinación orbital de 2,331° grados. Emplea en completar una órbita alrededor del Sol 1829,38 días.
Los próximos acercamientos a la órbita de Júpiter ocurrirán el 1 de enero de 2034, el 11 de septiembre de 2068 y el 25 de agosto de 2129.
Pertenece a la familia de asteroides de (158) Koronis.

## Características físicas
Su magnitud absoluta es 13,89. Tiene 5,535 km de diámetro. Su albedo se estima en 0,191.